# Joris Boguo
Joris Boguo (* 17. Oktober 2007 in Wien) ist ein österreichisch-kongolesischer Fußballspieler.

## Karriere

### Verein
Boguo begann seine Karriere beim 1. SC Großfeld. Im April 2014 wechselte er in die Jugend der SV Donau Wien. Im März 2023 debütierte er für die erste Mannschaft von Donau in der viertklassigen Wiener Stadtliga. Insgesamt kam er für Donau zu 25 Einsätzen, in denen er fünfmal traf. Im Jänner 2024 wechselte er in die Akademie der SV Ried. Im August 2024 debütierte er für die Amateure der Rieder in der Regionalliga. In der Saison 2024/25 kam er zu 15 Regionalligaeinsätzen, in denen er zweimal traf.
Im Juli 2025 gab er im ÖFB-Cup gegen den SC-ESV Parndorf 1919 sein Debüt für die Profis der Oberösterreicher. In jenem Spiel, das Ried mit 5:0 gewann, erzielte er auch seine ersten beiden Tore für Ried. Im August 2025 debütierte er in der Bundesliga, als er am ersten Spieltag der Saison 2025/26 gegen den FC Red Bull Salzburg in der 85. Minute für Mark Grosse eingewechselt wurde.

### Nationalmannschaft
Boguo spielte im Mai 2023 erstmals für eine österreichische Jugendnationalauswahl. Im Juni 2025 kam er zu zwei Einsätzen im U-18-Team.